# Odontophrynidae
Odontophrynidae – rodzina płazów z rzędu płazów bezogonowych (Anura).

## Zasięg występowania
Rodzina obejmuje gatunki występujące w południowej i wschodniej Ameryce Południowej.

## Systematyka

### Klasyfikacja
Rodzina Odontophrynidae została ustanowiona w 1969 roku jako plemię Odontophrynini, na którą składała się rodzina świstkowatych. Filogenetyka molekularna przeprowadzona w 2006 roku doprowadziła do przeniesienia taksonu Odontophrynini do rodziny Cycloramphidae, z której w 2011 roku wyodrębniono rodzinę Odontophrynidae.

### Podział systematyczny
Do rodziny należą następujące rodzaje:
- Macrogenioglottus Carvalho, 1946 – jedynym przedstawicielem jest Macrogenioglottus alipioi Carvalho, 1946
- Odontophrynus Reinhardt and Lütken, 1862
- Proceratophrys Miranda-Ribeiro, 1920